# Alexander Stripunsky
Alexander Stripunsky est un joueur d'échecs américain né le 18 août 1970 à Kharkov en Ukraine.
Au 1er juillet 2019, il est le 35e joueur américain avec un classement Elo de 2 520 points.

## Biographie et carrière
Alexander Stripunsky est grand maître international depuis 1998. En décembre 1998, il remporta le tournoi international d'hiver du Marshall Chess Club de New York.
IL finit premier ex æquo du championnat open des États-Unis en 2001. En 2002, il finit troisième ex æquo du championnat des États-Unis de janvier 2002, premier ex æquo du National Open à Philadelphie en 2002. Il gagna le Marshall Chess Club Masters de mai 2002.
Il finit deuxième du championnat des États-Unis d'échecs en 2003 (ex æquo avec Kaidanov, Goldin, Gulko, Benjamin, Ivanov et Fedorowicz). En 2004-2005, il fut premier ex æquo Hikaru Nakamura mais perdit le match de départage. En 2006, Stripunsky finit 2e-3e du championnat américain.
Grâce à sa deuxième place au championnat des États-Unis qui était un tournoi zonal, Stripunsky était qualifié pour la Coupe du monde d'échecs 2005 à Khanty-Mansiïsk. Lors du premier tour, il fut éliminé par Aleksandr Arechtchenko.
En 2007, il finit premier ex æquo du World Open de Philadelphie.
En 2012, il remporta le championnat de l'État de New York avec 5,5 points sur 6.